# Frances Cress Welsing
Frances Cress Welsing (née Frances Luella Cress) ; 18 mars 1935 — 2 janvier 2016), est une psychiatre américaine afrocentriste,,,, théoricienne des races humaines dénonçant les thèses suprémacistes blanches.

## Biographie
Francis Cress Welsing est née à Chicago le 18 mars 1935, d'un père médecin et d'une mère enseignante.
En 1957, elle obtient un bachelor of science au Antioch College et en 1962 elle obtient un doctorat en médecine (MD) à l'université Howard. Dans les années 1960, elle s'installe à Washington et travaille dans de nombreux hôpitaux, particulièrement dans des hôpitaux pour enfants.
Elle meurt à Washington le 2 janvier 2016 à l'âge de 80 ans.

## Le racisme fonctionnel
En 1970, elle publie The Cress Theory of Color-Confrontation and Racism (White Supremacy) où elle expose sa théorie du racisme fonctionnel : comme la descendance d'un mariage mixte n'est pas considérée blanche aux États-Unis, les Blancs ont développé des stratégies de domination agressive envers les autres races pour conserver ce qu'elle considère comme une mutation génétique,. La récessivité de la race blanche serait ainsi à l'origine du suprémacisme blanc et le racisme constituerait une stratégie de survie génétique. Frances Cress Welsing soutient que les Afro-Américains ne pourront pas venir à bout du racisme s'ils ne comprennent pas à quel point les Américains blancs ont peur d'être « génétiquement annihilés » par la majorité non-blanche. Welsing ne soutient pas que les Blancs ont peur qu'eux ou leurs descendants soient tués par les non-blancs; ce que Welsing entend par "annihilation génétique", c'est que la progéniture d'un couple mixte n'a pas la peau blanche.
Comme d'autres partisans de la Melanin Theory (en français, théorie de la mélanine), Welsing considère que la société blanche américaine complote contre les Afro-Américains et particulièrement contre les jeunes hommes noirs. Ainsi, le sida et l'addiction au crack seraient la conséquence d'une guerre chimique et biologique menée contre eux. Quant à l'homosexualité parmi les Afro-Américains, elle serait le résultat d'un complot des hommes blancs pour réduire la part de la population noire dans la société américaine ; le reflet d'une castration symbolique et rituelle.
Dans The Cress Theory of Color-Confrontation and Racism (White Supremacy), elle décrit les Blancs comme des organismes génétiquement défectueux, qui seraient, selon sa théorie, descendants d'albinos. Elle écrit qu'en raison de cette mutation défectueuse, il est possible de penser que les ancêtres albinos des Blancs ait été expulsés d'Afrique. Pour Welsing, les Blancs sont "déficients" en mélanine et ce déficit de mélanine expliquerait des différences de comportement entre Noirs et Blancs et la supériorité des Noirs sur les Blancs,. En particulier, ce manque de mélanine aurait pour conséquence d'importants troubles psychologiques qu'ils chercheraient à compenser par une forte agressivité.

## Cress Theory of Color-Confrontation (1970)
Pour Welsing, les Blancs ont conscience de la faiblesse de leur nombre et de leur inadéquation. Par conséquent, ils adoptent une série de « mécanismes de défense » visant à contre-carrer ses sentiments d'infériorité.
Karenga résume de la manière suivante les mécanismes de défense présentés par Welsing dans son ouvrage de 1970 :
1. répression du sentiment d'infériorité en niant son existence ;
2. mépriser les Noirs et les autres personnes de couleur ;
3. bronzage et maquillage pour acquérir de la couleur ;
4. élaboration de mythes relatifs à la supériorité génétique des Blancs ;
5. projection de leur haine et de leurs désirs sexuels sur les personnes du Tiers-Monde en prétendant que c'est eux qui à la fois détestent et désirent sexuellement les Blancs ;
6. focalisation excessive sur le corps mais éloigné du sexe à cause de l'incapacité à produire de la couleur ;
7. division des personnes du Tiers-Monde afin d'en faire des minorités ;
8. imposer le contrôle des naissances aux populations du Tiers-Monde afin d'accroître la part de la population blanche.

Dès sa parution, The Cress Theory of Color-Confrontation and Racism a reçu un accueil très favorable au sein de la communauté afro-américaine, tout comme son livre The Isis Papers. Elle est devenue extrêmement connue en 1990, lorsque le groupe de rap Public Enemy s'est largement inspiré de ses théories pour créer son album Fear of a Black Planet.
Ses livres sont constamment ré-imprimés et elle jouit d'une vaste audience aux Etats-Unis, particulièrement au sein de la communauté afro-américaine, Ses livres sont constamment réédités, ses conférences vendues sous forme de DVD. Ses travaux sont très souvent cités et repris dans différentes revues affiliées au Black Studies des universités nord-américaines ainsi que dans des magazines plus grand public. Frances Cress Welsing fait partie du groupe du KM-WR Scientific Consortium, animé par Richard King. Dans les années 1980, elle participe à des conférences organisées par cet institut (Melanin Conferences). Welsing est régulièrement invitée à la radio et fait des apparitions télévisées, comme dans le talkshow du célèbre animateur Phil Donahue. En 1974, elle fait sensation en donnant la réplique à William Shockley, un célèbre suprémaciste blanc.

## The Isis Papers
En 1991, Frances Cress Welsing publie The Isis (Yssis) Papers : The Keys to the Colors, qui constitue un recueil de différents conférences prononcées entre 1974 et 1980 dans le cadre de ses séminaires. Le premier chapitre est constitué du texte The Cress Theory of Color-Confrontation and Racism (White Supremacy), rédigé en 1970 et publié en 1974 dans le journal The Black Scholar. Dans Isis Papers, Welsing traite exclusivement du racisme, des relations inter-raciales aux États-Unis et de leurs conséquences sur la santé mentale ainsi que des symboles religieux, culturels et architecturaux témoignant de la domination blanche. Les Isis papers sont donc un prolongement de la Theory of Color-Confrontation de l'auteure.

### Les blancs sont des albinos
L'ensemble de l'édifice théorique de Welsing repose sur sa théorie raciale idiosyncratique, plus spécifiquement sur ses hypothèses relatives à l'origine des Blancs[réf. nécessaire].

#### La biologie erronée de Welsing
L'eumélanine est le principal pigment de la peau humaine. L'eumélanine est produite à partir de la tyrosine et ce processus est sous le contrôle de l'enzyme tyrosinase. Dans les cas d'albinisme, on constate au plan génétique une mutation du gène de la tyrosinase ce qui provoque un déficit de production de mélanine et une dépigmentation de la peau. Les personnes atteintes d'albinisme sont particulièrement sensibles à la lumière (photophobie) et à l'ensoleillement (risque élevé de brûlures solaires).
L'albinisme est une mutation génétique à transmission autosomique récessive selon les lois de Mendel, ce qui implique que si les deux parents sont atteints d'albinisme, leurs enfants le seront tous également. Par conséquent, il est impossible qu'un couple de personnes albinos donne naissance à un enfant à la peau "blanche". Contrairement à ce qu'affirme Welsing (cf. supra), la peau des Européens n'est pas dépigmentée mais simplement plus claire. Cette pâleur est une adaptation qui permet de combattre le rachitisme dans des climats faiblement ensoleillés. Cette mutation n'est pas spécifique aux Européens mais est présente sur tout le globe : plus l'on se situe vers les pôles, moins la peau reçoit d’UV en moyenne dans l'année, plus la couleur de peau des individus s’éclaircit.
Enfin, il est difficile d'imaginer qu'une communauté entièrement albinos ait pu émerger alors que la prévalence de la maladie est de 1 naissance sur 10 000. Par ailleurs, une petite population isolée ne peut se développer car une forte consanguinité entraîne une dépression endogamique.

#### Un agenda politique raciste
Comme le souligne De Montanello, Frances Cress Welsing est détentrice d'un doctorat en médecine : avec un tel niveau de formation, il est étrange qu'elle propage une théorie reposant sur des fondements aussi manifestement erronés sur le plan scientifique. Quelles qu’aient pu être ses motivations personnelles pour "oublier" ses connaissances de biologie, il est clair que Welsing se pose en théoricienne des races humaines, à l'instar des théories racialistes de la fin du XIXe siècle et début du XXe. Dans Isis Papers, Welsing classe en effet l'humanité entre les blancs et les non-blancs[réf. nécessaire]. Parmi les non-blancs, elle énumère les noirs, les jaunes et les rouges[réf. nécessaire] ; selon elle, il existe également une race juive dont les membres proviennent «d'Afrique » et « [sont] à moitié noirs et à moitié blancs ». On retrouve là en partie la théorie du père de la pensée racialiste Gobineau, exposée dans son Essai sur l'inégalité des races humaines (1853), où il postulait l'existence de différentes races blanches, jaunes et noires, dont une race sémite, croisement de la race noire et de la race blanche.
Les théories raciales ont connu un grand succès en Occident et aux États-Unis ; il était courant de parler en termes de races dès la fin du XVIIe siècle. Si la validité du concept de race a été réfutée depuis lors, le concept de race continue de structurer la société américaine et de générer des discriminations importantes,,. Lorsque Frances Cress Welsing naît en 1935 à Chicago, les lois Jim Crow sont encore en vigueur dans le Sud ; la ville de Chicago est quant-à elle fortement ségréguée racialement, la communauté afro-américaine subissant de fortes discriminations dans l'accès au logement. Aujourd'hui encore, il existe des disparités importantes et persistantes entre Noirs et Blancs en ce qui concerne le statut socio-économique, le niveau de formation, le type d'emploi occupé, le patrimoine, le pouvoir politique etc. Des suprémacistes blancs, se fondant sur de la pseudo-science, expliquent que cette inégalité de situation reflète une infériorité « biologique » des Afro-Américains, qu'ils situent tout en bas de leur système raciste de classification. Dans sa propre classification, c'est les Américains blancs que Frances Cress Welsing situe tout en bas de sa hiérarchie raciale. C'est pourquoi elle est souvent considérée par la communauté académique comme étant elle-même raciste,,,.

## Origine du sida
En pleine épidémie de sida aux États-Unis, Frances Cress Welsing n'hésite pas à affirmer que le sida serait né en laboratoire afin de tuer les jeunes hommes afro-américains. Cette théorie va connaître un immense succès, notamment parce que le groupe Public Enemy l'a rendue populaire dans une de ses chansons de son album de 1990 "Fear of Black Planet".

## Documentaires
- Welsing apparaît dans le documentaire 500 Years Later (2005), dirigé par Owen Alik Shahadah et écrit par Molefi Asante[21].
- Welsing apparaît dans Hidden Colors: The Untold History of People of Aboriginal, Moor, and African Descent, un documentaire de 2011 réalisé par Tariq Nasheed[22].

## Publications
- The Isis Papers: The Keys to the Colors, Chicago: Third World Press, c 1992 (3rd printing);  (ISBN 0-88378-103-4),  (ISBN 0-88378-104-2).
- Les Dossiers d'Isis: La Clé des Couleurs, Afrocentricity International Inc, © 2015, traduit de l'anglais par  Ama Mazama.